# Yukihiko Yasuda
Yukihiko Yasuda (jap. 安田 靫彦  Yasuda Yukihiko), właśc. Shinzaburō Yasuda (jap. 安田 新三郎 Yasuda Shinzaburō; ur. 16 lutego 1884 w Tokio, zm. 29 kwietnia 1978 w Ōiso) – japoński malarz.

## Życiorys
Jego ojciec był właścicielem restauracji popularnej wśród artystów teatru kabuki. Osierocony w dzieciństwie, wychowywany był przez ciotkę mieszkającą blisko Muzeum Narodowego w Tokio, które młody Yasuda często odwiedzał. W 1898 roku rozpoczął studia malarskie u Tomone Koboriego (1864–1931). Jego talent został dostrzeżony przez Kakuzō Okakurę, który uzyskał dla młodego artysty stypendium i wsparcie od kolekcjonera sztuki Tomitarō Hary. Yasuda studiował i kopiował obrazy dawnych mistrzów japońskiego malarstwa, studiował też dawną architekturę i kaligrafię. Kolekcjonował także zabytki sztuki.
Był reprezentantem stylu nihonga, w swojej twórczości podejmował głównie tematykę historyczną. Jego styl cechuje się delikatną linią i bogatą kolorystyką. Od 1914 roku członek Japońskiej Akademii Sztuk Pięknych (Nihon Bijutsu-in), wykładał na Uniwersytecie Tokijskim (1944–1951). W 1958 roku wybrany rektorem Japońskiej Akademii Sztuki (Nihon Geijutsu-in).
W 1948 roku został odznaczony Orderem Kultury.